# József Bordás
József Bordás, madžarski rokometaš, * 2. junij 1963.
Leta 1988 je na poletnih olimpijskih igrah v Seulu v sestavi madžarske rokometne reprezentance osvojil 4. mesto.